# ISO 3166-2:ZA
ISO 3166-2 données pour l'Afrique du Sud

## Mise à jour
```
ISO 3166-2:2004-03-08
```

## Provinces (9)af:provinsie
```
           (
fr
)        (
af
)
ZA-EC  
Cap-Oriental   Oos-Kaap

ZA-FS  
État-Libre     Vrystaat

ZA-GT  
Gauteng

ZA-NL  
KwaZulu-Natal

ZA-LP  
Limpopo

ZA-MP  
Mpumalanga

ZA-NC  
Cap-Nord    Noord-Kaap

ZA-NW  
Nord-Ouest     Noord-Wes

ZA-WC  
Cap-Occidental Wes-Kaap
```